# Marcus Annaeus Lucanus
Marcus Annaeus Lucanus (Córdoba, 3 november 39 – Rome, 30 april 65) was een Romeins episch dichter ten tijde van keizer (princeps) Nero.

## Biografie
Net zoals zijn naaste familieleden, Seneca de Oudere en Seneca de Jongere, werd Lucanus geboren in het Spaanse Córdoba. Zijn vader Lucius Annaeus Mela, een Spaans-Romeins ridder, was de broer van Seneca de Jongere, waardoor Lucanus zelf dus een neef was van deze filosoof. Zijn opleiding ontving Lucanus te Rome, waarheen zijn familie reeds kort na zijn geboorte was verhuisd. Hij was onder meer een leerling van de stoïcijn Cornutus. Na een kort verblijf te Athene werd hij opgenomen aan het keizerlijke hof, waar hij spoedig een hoog aanzien genoot. Hij was onder meer bevriend met de satirendichter Persius.
In het jaar 60 ontving de jonge Lucanus een eervolle eerste prijs voor een loflied op Nero bij de Neroniana, een dichtwedstrijd die de keizer had ingesteld. Spoedig daarna viel hij echter in ongenade, en werd hij door Nero verstoten, mogelijk uit afgunst om zijn dichterlijk talent. Als reactie daarop sloot Lucanus zich aan bij de revolutionaire beweging van Calpurnius Piso. Toen zijn betrokkenheid bij deze samenzwering uitlekte, werd Lucanus door Nero gedwongen zelfmoord te plegen.

## Literaire werken

Pharsalia
(1740), met commentaar van Pieter Burman. Gravure van J. de Groot en Johannes van der Spijk

Lucanus' belangrijkste werk was een episch gedicht, de Bellum Civile in 10 boeken, ook wel Pharsalia (Gebeurtenissen rond Pharsalus) genoemd, waarin de burgeroorlog tussen Julius Caesar en Gnaeus Pompeius wordt verhaald.

Afgezien van enkele fragmenten zijn er buiten de Pharsalia geen werken van Lucanus bewaard gebleven. Zijn oeuvre is sterk retorisch gekleurd: hij werkte graag met bondige, maar effectvolle formuleringen en paradoxen. Daardoor levert zijn werk een vrij groot aantal geslaagde en krachtige verzen voor het citatenboek, maar zij missen de klankrijkdom en de variatie van bijvoorbeeld die van Vergilius. Ondanks de vaak hoogdravende toon, wekte het werk van Lucanus veel bewondering in de late Keizertijd en gedurende de Middeleeuwen. Een eerste gedrukte uitgave verscheen in 1469. Ook later nog heeft Lucanus grote invloed uitgeoefend, onder meer op Hugo de Groot, Corneille, Goethe en Shelley.

## Citaat
Gebruikt citaat (over Julius Caesar, Bellum civile, Boek 5, regel 509): 

Vix famulis audenda parat (Vertaling: Hij maakte zich op om te doen wat zelfs slaven nauwelijks durven)

toegepast door de Nederlandse informaticus professor Alexander Ollongren op berekeningen met de computer in zijn gelijknamige afscheidsrede (Leiden, 1993).